# 秀丽百合
秀丽百合（学名：Lilium amabile）也称朝鲜百合，一种分布于中国辽宁省和朝鲜半岛的百合属植物，为中国国家二级重点保护野生植物。

## 形态特征
秀丽百合茎高40（16英寸） ～80（31英寸），全株具白色短硬毛。鳞茎卵球形球状，直径2.5（1英寸） ～3（1.2英寸）；鳞片白色，披针形或披针形卵形，约4×2.5厘米。叶散生，狭披针形，2～7.5厘米×5～8毫米，两面具浓密白色硬毛，边缘具缘毛。总状花序，花单生或3朵，下垂。花被片强烈外卷，红色，有时深红色橙色或黄色，密被斑点黑色；外轮片宽8-10毫米宽；内轮片宽1.4-1.6厘米；蜜腺两面具乳头状突起。子房长约12×3毫米。花柱长约2毫米。花期七月。这种植物被描述为有一种难闻的腐烂气味。